# Реальп
Реальп (нем. Realp) — коммуна в Швейцарии, в кантоне Ури.
Население составляет 159 человек (на 31 декабря 2006 года). Официальный код — 1212.